# Gestaltterápia
A gestaltterápia alternatív pszichoterápiás irányzatként van jelen szerte a világon. Fritz Perls és Laura Perls, illetve Paul Goodman számos forrást (fenomenológia, egzisztencializmus, gestaltpszichológia, pszichoanalízis, mezőelmélet, zen buddhizmus) felhasználva alkotta meg a 20. század derekán. A gestaltterápiának csak az egyik eleme a talán ismertebb gestaltpszichológia (alaklélektan), amely az észleléssel foglalkozott az 1920-as években Németországban.
A gestaltterápia abban segít az embereknek, hogy gazdagabb és élvezetesebb életet éljenek, tisztábban lássák a helyzetüket, felfedezzék lehetőségeiket, és felelősséget vállaljanak azért, hogy ezekkel a lehetőségekkel éljenek is – azaz felelősséget vállaljanak a boldogságukért. Fókuszában az itt-és-most megélt tapasztalat áll – tiszteletben tartva azt, hogy ahányan vagyunk, annyiféle valóságot élünk meg. A terapeuta nem objektív szakértőként vesz részt a folyamatban: a terápia fontos eleme a terapeuta–páciens között kialakult kapcsolat, ami ebben a kapcsolatban megjelenik, és az a folyamat, ahogyan ezt közösen létrehozzák. A hagyományos terápiáktól abban is különbözik, hogy a hangsúly nem (csak) a verbalitáson van, dolgozik a testtel, mozgással, úgynevezett „kísérletekkel”. A páciens által hozott témákra nem betegségként vagy megoldandó problémaként tekint, hanem jelenségként, és azt keresi, hogyan vesznek részt a rendszer különböző elemei ennek a jelenségnek a létrejöttében – tehát nemcsak az egyént vizsgálja, hanem rendszerszemléletben gondolkodik.